# ذهاب (فریمان)
ذهاب (فریمان)، روستایی از توابع بخش مرکزی شهرستان فریمان در استان خراسان رضوی ایران است.

## جمعیت
این روستا در دهستان بالابند قرار دارد و براساس سرشماری مرکز آمار ایران در سال ۱۳۸۵، جمعیت آن ۴۸ نفر (۱۳خانوار) بوده‌است.